# Liste der italienischen Botschafter in Norwegen

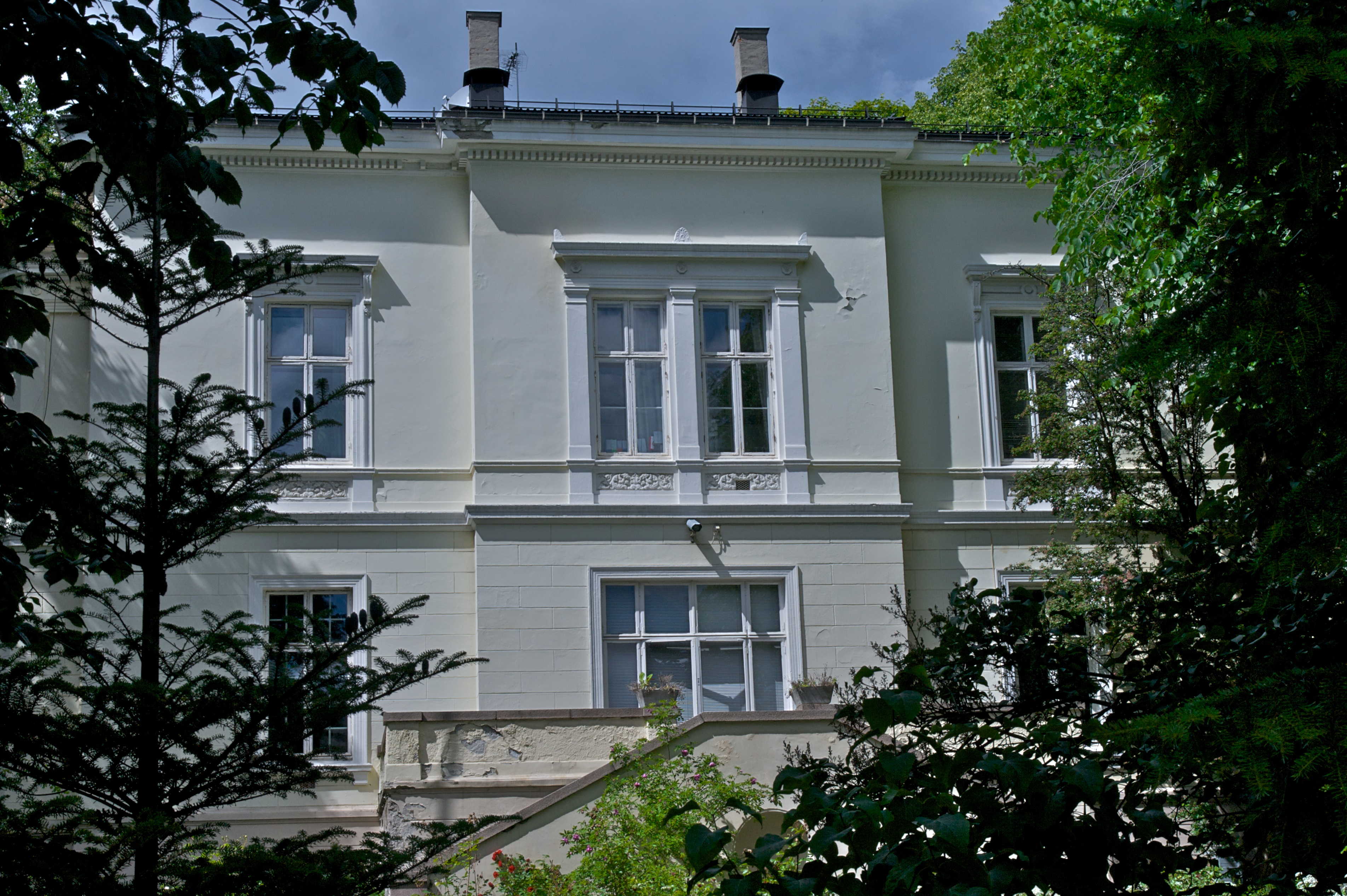
Kanzleigebäude der italienische Botschaft in Oslo.

Liste der Leiter der italienischen Auslandsvertretung in Oslo Norwegen
Nach am 3. August 1905 eine Volksabstimmung zum Ende der Personalunion des schwedischen mit dem norwegischen König nach Oskar II. (Schweden) führte, wurden bilaterale Beziehungen zwischen den Regierungen von Italien und Norwegen aufgenommen.
| Ernennung/Akkreditierung | Name                                                            | Bemerkungen                       | ernannt von             | akkreditiert während der Regierung von | Posten verlassen |
| ------------------------ | --------------------------------------------------------------- | --------------------------------- | ----------------------- | -------------------------------------- | ---------------- |
| 1. Apr. 1906             | Giorgio Calvi di Bergolo                                        |                                   | Sidney Sonnino          | Christian Michelsen                    | 11. Juni 1910    |
| 12. Juni 1910            | Emanuele Berti                                                  |                                   | Luigi Luzzatti          | Wollert Konow                          | 29. Aug. 1912    |
| 30. Aug. 1912            | Fedele De Novellis                                              |                                   | Giovanni Giolitti       | Jens Bratlie                           | 12. Juli 1914[7] |
| 13. Juli 1914            | Giulio Cesare Montagna                                          |                                   | Antonio Salandra        | Gunnar Knudsen                         | 28. Jan. 1920    |
| 29. Jan. 1920            | Silvio Cambiagio                                                |                                   | Francesco Saverio Nitti | Otto Bahr Halvorsen                    | 6. Aug. 1925     |
| 7. Aug. 1925             | Alessandro Compans di Brichanteau Challant                      |                                   | Benito Mussolini        | Johan Ludwig Mowinckel                 | 5. Feb. 1927     |
| 6. Feb. 1927             | Carlo Senni                                                     |                                   | Benito Mussolini        | Ivar Lykke                             | 25. Mai 1930     |
| 26. Mai 1930             | Alberto De Marsanich                                            |                                   | Benito Mussolini        | Christopher Hornsrud                   | 30. Okt. 1934    |
| 31. Okt. 1934            | Marcello Roddolo                                                |                                   | Benito Mussolini        | Johan Ludwig Mowinckel                 | 30. Sep. 1936    |
| 1. Nov. 1936             | Giovanni Amadori                                                |                                   | Benito Mussolini        | Johan Nygaardsvold                     | 1. Sep. 1938     |
| 2. Sep. 1938             | Romano Lodi Fé                                                  |                                   | Benito Mussolini        | Johan Nygaardsvold                     | 8. Nov. 1945     |
| 9. Nov. 1945             | Guglielmo Rulli                                                 |                                   | Ferruccio Parri         | Einar Gerhardsen                       | 3. Sep. 1951     |
| 4. Sep. 1951             | Carlo Alberto de Vera d’Aragona d’Alvito                        |                                   | Ferruccio Parri         | Oscar Torp                             | 19. Aug. 1955    |
| 20. Aug. 1955            | Paolo Vita-Finzi                                                |                                   | Antonio Segni           | Einar Gerhardsen                       | 8. Dez. 1958[6]  |
| 9. Dez. 1958             | Guido Colonna di Paliano                                        |                                   | Amintore Fanfani        | Einar Gerhardsen                       | 29. Apr. 1962    |
| 30. Apr. 1962            | Silvio Daneo                                                    |                                   | Fernando Tambroni       | Einar Gerhardsen                       | 17. Nov. 1964    |
| 18. Nov. 1964            | Adalberto Figarolo di Gropello                                  |                                   | Giovanni Leone          | John Lyng                              | 4. Okt. 1967     |
| 5. Okt. 1967             | Raffaele Clementi di San Michele                                |                                   | Giovanni Leone          | Per Borten                             | 4. Dez. 1970     |
| 5. Dez. 1970             | Gennaro de Novellis                                             |                                   | Emilio Colombo          | Per Borten                             | 13. Mai 1973     |
| 14. Mai 1973             | Giulio Terruzzi                                                 |                                   | Mariano Rumor           | Trygve Bratteli                        | 27. Juli 1976    |
| 28. Juli 1976            | Diego Simonetti                                                 |                                   | Giulio Andreotti        | Odvar Nordli                           | 4. Sep. 1979     |
| 5. Sep. 1979             | Franco Ferretti                                                 |                                   | Francesco Cossiga       | Odvar Nordli                           | 20. Juli 1985    |
| 21. Juli 1985            | Giuseppe Scaglia                                                |                                   | Bettino Craxi           | Gro Harlem Brundtland                  | 4. Dez. 1989     |
| 5. Dez. 1989             | Massimo Curcio                                                  |                                   | Giulio Andreotti        | Jan P. Syse                            | 3. Dez. 1993     |
| 4. Dez. 1993             | Antonio Badini                                                  |                                   | Carlo Azeglio Ciampi    | Gro Harlem Brundtland                  | 30. Jan. 1996    |
| 31. Jan. 1996            | Mario Quagliotti                                                |                                   | Romano Prodi            | Thorbjørn Jagland                      | 25. Okt. 1999    |
| 26. Okt. 1999            | Andrea Giuseppe Mochi Onory di Saluzzo di Monterosso e Valgrana |                                   | Massimo D’Alema         | Kjell Magne Bondevik                   | 3. Juni 2003     |
| 4. Juni 2003             | Uberto Pestalozza                                               |                                   | Silvio Berlusconi       | Kjell Magne Bondevik                   | 1. März 2006     |
| 2. März 2006             | Rosa Anna Coniglio Papalia                                      |                                   | Romano Prodi            | Jens Stoltenberg                       | 2. Mai 2010      |
| 1. Mai 2010              | Antonio Bandini                                                 | (* 1948 in Lugo (Emilia-Romagna)) | Silvio Berlusconi       | Jens Stoltenberg                       |                  |